# Conargo
Conargo är en ort i Australien. Den ligger i kommunen Edward River och delstaten New South Wales, i den sydöstra delen av landet, omkring 580 kilometer väster om delstatshuvudstaden Sydney. Antalet invånare är 189.
Trakten runt Conargo är nära nog obefolkad, med mindre än två invånare per kvadratkilometer..
Trakten runt Conargo består till största delen av jordbruksmark. Genomsnittlig årsnederbörd är 488 millimeter. Den regnigaste månaden är februari, med i genomsnitt 70 mm nederbörd, och den torraste är oktober, med 21 mm nederbörd.